# Литературно-мемориальный дом-музей Тараса Шевченко
Литературно-мемориальный дом-музей Тараса Шевченко — филиал Национального музея Тараса Шевченко, расположен в переулке Тараса Шевченко, примыкающем к Майдану Незалежности (Киев). Здесь Тарас Шевченко проживал с весны 1846 до своего ареста — 5 апреля 1847 года.

## История дома
Деревянный дом возведён в 1835 году в бывшем переулке «Козье болото». Это характерная деревянная постройка первой половины XIX века, которая построена по «типичному» проекту, предназначенному для узких улиц и переулков. Небольшой одноэтажный дом с мезонином был построен из сосновых бревен длиной 8 и шириной 4 саженей (1 сажень — 2,1336 м).
Кроме сеней, в нём было шесть комнат. Стоял он на кирпичном полуподвале, в котором было 4 комнаты, кухня и прачечная, покрыт был гонтом, нашитым в четыре яруса. Огороженный дощатым забором частный дом с небольшим садом занимал участок длиной 13,5 и шириной 10 саженей. Белостенный фасад выходил на улицу тремя окнами с налистниками и ставнями. Типичный дом незначительного чиновника.
Хозяином дома был коллежский секретарь, чиновник 14-го класса Иван Житницкий, хороший знакомый Ивана Сошенко, письмо которого помогло молодому Шевченко поступить в Академию искусств. И. И. Житницкий был зятем брата художника-самоучки Степана Превлоцкого (одного из первых художников-наставников поэта) и другом ещё одного художника — Ивана Сошенко.

## Проживание Тараса Шевченко
В этом доме Тарас Шевченко поселился после своего возвращения из Седнева весной 1846 года.
Вместе с Тарасом поселились двое его приятелей — художник Михаил Сажин и поэт Александр Афанасьев-Чужбинский.
Жилище Тараса Григорьевича состояло из небольшой комнаты, о́кна которой выходили на улицу, и мастерской, расположенной на мансарде.
Тарас Шевченко вместе с Михаилом Сажиным рисовал киевские пейзажи, надеясь издать альбом, посвящённый Киеву. В это время Шевченко работал в Киевской археологической комиссии и по ее заданию создал серию архитектурных пейзажей в разных губерниях Украины.
В апреле 1846 года Тарас Шевченко пристал к Кирилло-Мефодиевскому братству, тайной политической организации, основанной по инициативе Николая Костомарова. Не без влияния Шевченко подписан устав и другие программные документы кирилло-мефодиевцев.
Летом 1846 года Тарас написал две баллады «Русалка» и «Лилия», использовав устные народные легенды и предания.
27 ноября 1846 года Тарас Шевченко подаёт заявление на имя попечителя Киевского учебного округа о зачислении на должность учителя рисования в Киевском университете, на которую его утвердили 21 февраля 1847 года.
В марте 1847 года, после доноса начались аресты членов братства. Шевченко арестовали 5 апреля 1847 года, отправили под конвоем в Петербург и заточили в каземате так называемого Третьего отдела.

## История дома после ареста Шевченко
Со временем дом и усадьба подвергались изменениям. К 1876 году она выросла до 325 квадратных саженей. Постепенно менялось также оформление фасадов и план помещений дома.
После смерти И. И. Житницкого в 1889 году дом унаследовал его сын. В 1900 году половина усадьбы была продана инженеру по фамилии Тельтин. Через шесть лет весь дом перешёл к С. Петерсон, которая владела им до 1917 года. После 1917 года дом стал собственностью государства и в 1925 году использовался как обычное жилье.

## Музей
В 1923-1924 гг. во время обмера дома 8 на Крещатицком переулке группой студентов из Архитектурного института под руководством профессора Василия Кричевского жители рассказали о слухах, что здесь жил Тарас Шевченко. Кричевский проверил эти сведения и выяснил, что, действительно, Шевченко проживал в нём в 1846 году.
12 августа 1925 года Киевский Окружной исполком дал распоряжение управлению коммунального хозяйства об отселении жильцов, проведении ремонта и передаче дома в ведение Академии наук. Василию Кричевскому принадлежит не только сама постановка вопроса о реставрации, но и художественное руководство оформлением дома-музея, составление художественных проектов комнат, мастерской и сада.
10 ноября 1928 года музей был торжественно открыт для посетителей.
В течение 1928-1941 гг. музей пополнился оригинальными работами советских художников, экспозиция время от времени менялась. Однако в послевоенное время экспозиция была бедной и несовершенной.
В 1969-1973 гг. была проведена комплексная реконструкция дома с задачей восстановить облик здания времён пребывания в нем Шевченко.
Нынешняя экспозиция в полном объёме раскрывает тему пребывания Тараса Шевченко в Киеве во время трёх его приездов на родину, прежде всего его проживания в доме 1846 года.
Учёные во главе с заведующей музея А. Шевченко создали экспозицию, которая отвечает всем требованиям литературно-мемориального дома-музея.
Ежегодно музей посещает около 10 тысяч человек. 